# Uitgeverij Voetnoot
Uitgeverij Voetnoot werd in 1986 opgericht door grafisch vormgever Henrik Barends en vertaalster Anneke Pijnappel. In 1996 verhuisde de uitgeverij van Amsterdam naar Antwerpen.

## Over de uitgeverij
Voetnoot is een stichting zonder winstoogmerk. De uitgeverij legt zich met name toe op beeldende kunst, literatuur, fotografie, poëzie, kunstkritiek en vormgeving.
Alle uitgaven van Voetnoot worden vormgegeven door Barends & Pijnappel. Daarnaast organiseren Barends en Pijnappel regelmatig tentoonstellingen met fotografisch werk in hun eigen galerie 'Baudelaire' te Antwerpen.
Door de jaren heen publiceerde Uitgeverij Voetnoot onder meer werken van Paul Huf, Max Natkiel, Bart Koubaa, Maarten Inghels, Honoré de Balzac, Charles Baudelaire, Bernard Dewulf, Menno Wigman, Marcel Proust, Michel Houellebecq, Markies de Sade, Émile Zola, Paul Van Ostaijen, Gust Gils, Marcel Broodthaers, Erwin Mortier, Stefan Hertmans, Leen Huet, Elvis Peeters, Drs. P, Herman Brusselmans en Gerrit Komrij.
De totale fondslijst omvat zo'n 200 titels.

### Reeksen
Voetnoot publiceerde de reeksen 'Perlouses', 'Moldaviet' en 'Belgica'. De reeks 'Perlouses', ontstaan in 2003 onder redactie van Marjan Hof (het trio Martin de Haan, Rokus Hofstede en Jan-Pieter van der Sterre), is een 24-delige reeks met vertalingen uit de Franse literatuur. 'Moldaviet', ontstaan in 2005, bestaat uit 33 delen vertaalde literaire werken van Tsjechische auteurs. 'Belgica', ontstaan in 2010, is een 15-delige reeks met korte verhalen van Vlaamse auteurs en vertalingen van Waalse auteurs, en kwam tot stand onder redactie van literair journalist Dirk Leyman.
Ook verzorgde Voetnoot de Nederlandstalige poëziereeks 'Eigentijdse Poëzie' (26 delen).

### Fotografie
Een belangrijk deel van het fonds bestaat uit fotoboeken, waaronder de 7-delige reeks 'Holland zonder haast'. In deze serie worden archiefbeelden samengebracht uit de jaren 50 en 60, de wederopbouw van Nederland. Elke uitgave wordt begeleid door een tekst van een auteur.
Andere opmerkelijke thematische fotoboeken zijn de fotojaarboekjes 'Wij en onze dieren' (met een begeleidende tekst van Herman Brusselmans), 'Plons' (met een tekst van Herman Koch), en 'Vrouwen van Nederland' (met een tekst van Gerrit Komrij).
In 2013 verscheen het lijvige 'Studio Paradiso', waarin zo'n 600 zwart/wit foto's van Max Natkiel en een tekst van Dirk van Weelden werden samengebracht. Dit tijdsdocument verzamelt portretten van bezoekers van de Amsterdamse poptempel Paradiso in de periode 1980 - 1990.

### Prijzen
In 2007 en 2011 werd Uitgeverij Voetnoot geselecteerd voor De Best Verzorgde Boeken voor respectievelijk de monografie van de Hongaarse/Nederlandse fotografe Éva Besnyő, en het fotoboek boek 'Schilte & Portielje'.